# Sayyida al-Hurra
ʿĀʾisha (o Fāṭima) bint Banī Rāshid, al-Manẓarī, al-Waṭṭāsī, conocida como Sayyida al-Hurra o Sitt al-Hurra (en árabe: السيدة الحرة, al-Hurra apelativo que equivale a «La Dama Libre», en el sentido de tener juicio independiente) fue una política, sultana y corsaria que gobernó la ciudad de Tetuán (Marruecos) entre 1512 y 1542, que es considerada como una de las figuras femeninas más importantes del mundo islámico occidental en la Edad Moderna.
El uso del término Al-Sarrida al Hurra sería una especie de título nobiliario para referirse a las mujeres que ejercieron influencia política en el islam de forma libre e independiente.

## Biografía

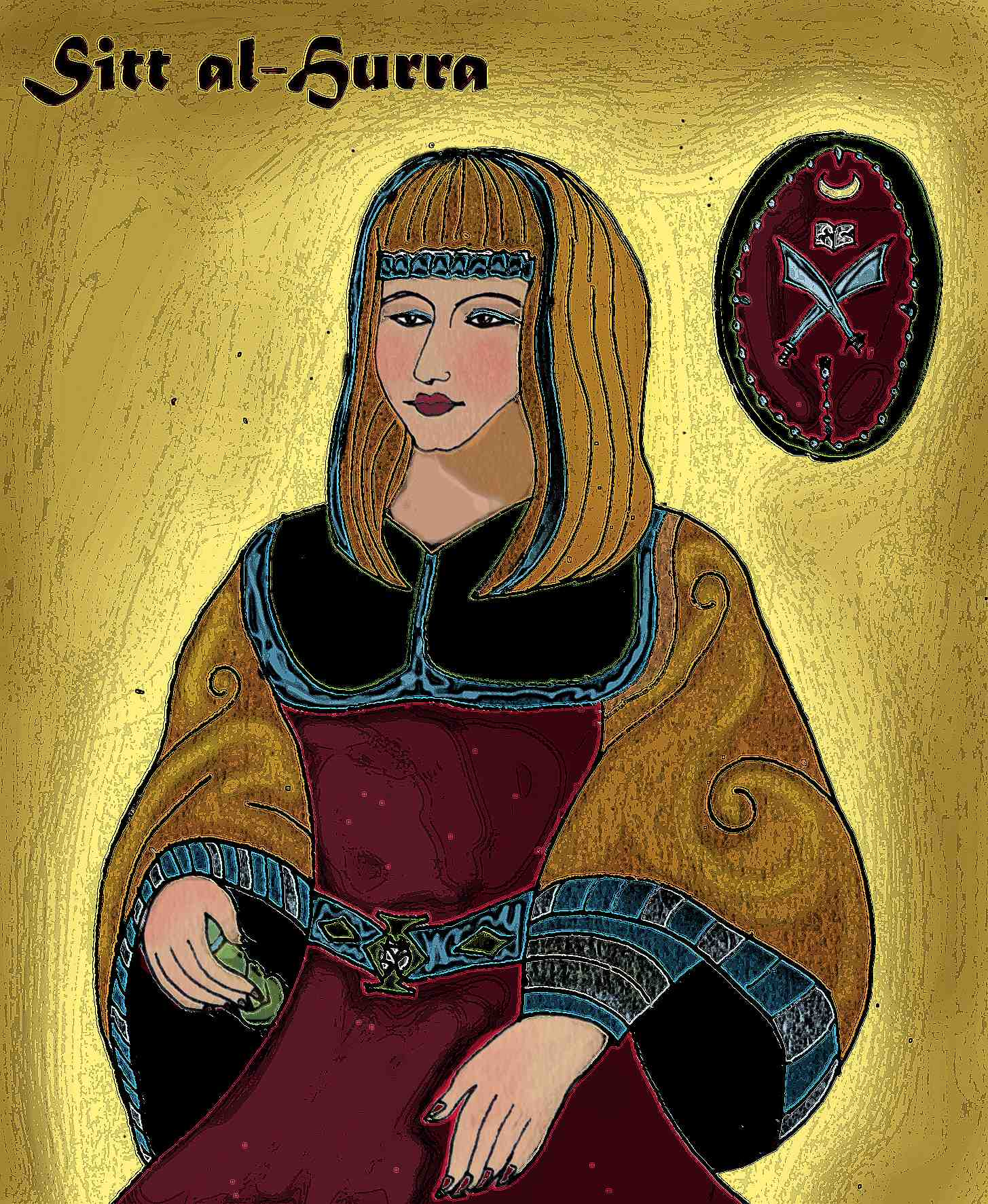
Retrato de Sayyida al-Hurra.

Sayyida al-Hurra, cuyo nombre de pila se desconoce, nació en torno a 1485, hija del jerife mulay Ali ibn Rashid y de Zuhra Fernández, una mudéjar (o quizá una elche o "renegada", como se llamaba entonces a los cristianos convertidos al islam) de Vejer de la Frontera. El padre era gobernante de un pequeño territorio con capital en Chauen, semiindependiente de los sultanes wattasíes de Fez. Sayyida al-Hurra tenía un hermano, mulay Ibrahim, que sucedió a su padre y fue valido del sultán. En cuanto a la educación de Al-Hurra, como dama noble, habría seguido una enseñanza de jeques entre los cuales se encontraría el famoso Abdallah al-Ghazwani, según fuentes marroquíes.
Siendo apenas adolescente, hacia 1500, casó con Ali al-Mandri, más conocido como Sidi Mandri, un general granadino exiliado, gobernador de la ciudad de Tetuán, que, como el resto de la región, había acogido a numerosos refugiados granadinos que huían del avance de las tropas castellanas. Al-Mandri había sido un abencerraje leal a Boabdil, que había estado al mando de la alcaidía de Píñar pero que tras la derrota contra los Reyes Católicos en la Batalla de Lucena habría decidido exiliarse. Al llegar a la zona del Magreb habría pedido permiso al jefe de Chauen, es decir a Ali ibn Rashid para instalarse en la zona de Tetuán y replicar el modelo político que, el que sería su futuro suegro había hecho años antes. El viajero León el Africano describiría la labor que Al-Mandri emprendería en Tetuán al que llamaría la Flor de Granada. La presencia hispana en Tetuán era particularmente importante puesto que estos refugiados habían reconstruido y repoblado la ciudad, casi abandonada después de haber sido arrasada unos años atrás por Enrique III de Castilla. Aunque también es posible que la destrucción urbana tetuaní se llevara a cabo años antes, sobre 1437 con la empresa del capitán lusitano encargado de Ceuta, Pedro de Meneses mandando una expedición a cargo de su hijo.
Sayyida al-Hurra tuvo mucha influencia en el gobierno de su marido y a partir de un determinado momento incluso asumió sus funciones, ya que Al-Mandri, treinta o cuarenta años mayor que su esposa, padeció una larga enfermedad fruto de sus heridas de guerra. Ambos sostuvieron y financiaron la navegación corsaria a través del puerto de Martil, una actividad a la que se dedicaron muchos refugiados hispanos, tanto en Tetuán como en otros lugares (la República de las Dos Orillas es un ejemplo destacado). El corso suponía una constante amenaza sobre Tetuán, que ya había sido arrasada por esta razón por el rey Enrique III de Castilla, y le granjeó muchas enemistades a Sayyida al-Hurra, como el Capitán de Ceuta, Alfonso de Noroña y Bastiao de Vargas, agente del rey de Portugal, cuando sustituyó a su marido tras la muerte de éste. Con el fin de proteger su ciudad Sayyida incluso llegaría al extremo oriental mediterráneo, poniéndose en contacto con el corsario turco Barbarroja para que éste le preparara una flota con la que flanquear las costas ante las amenazas.

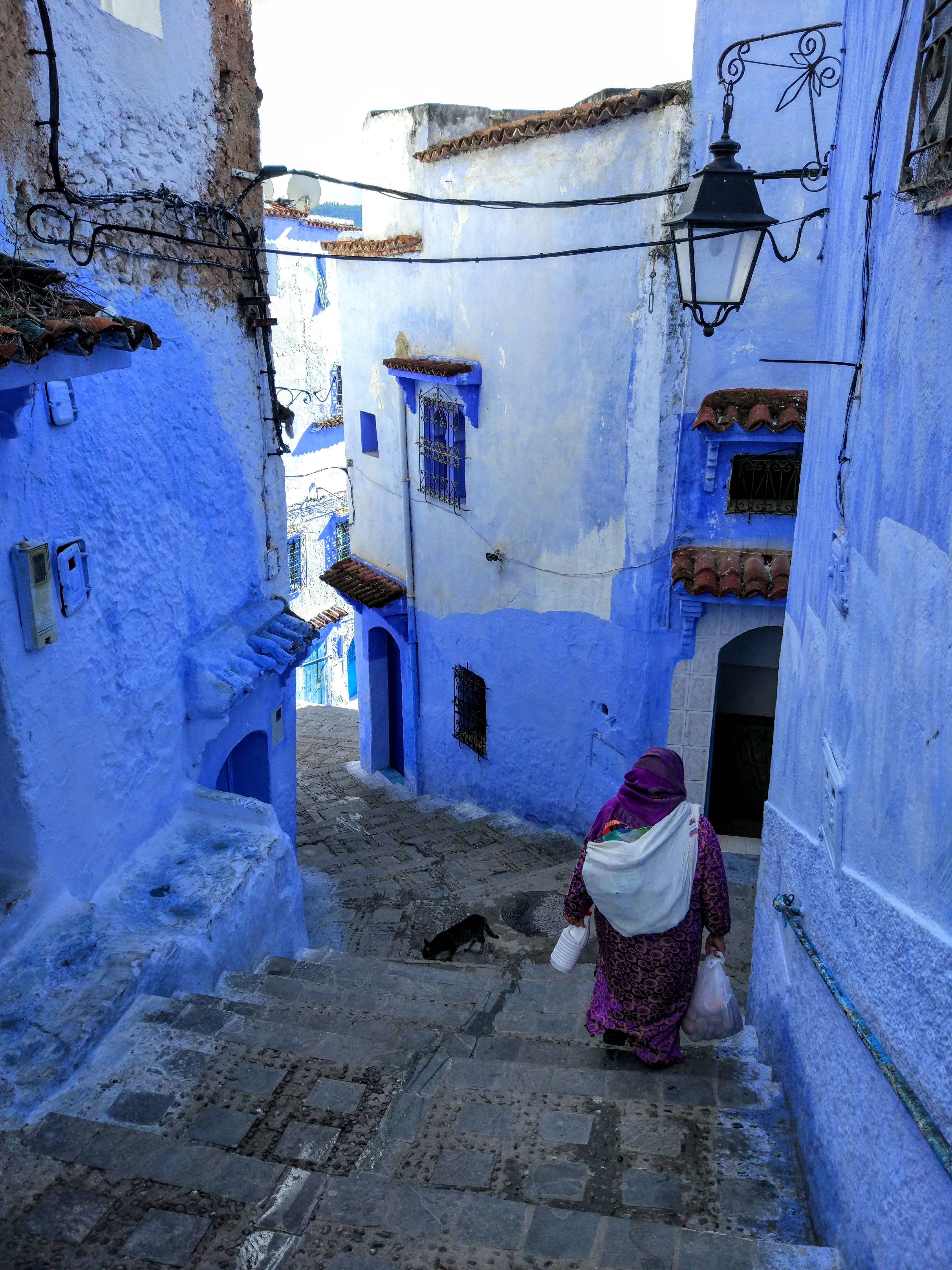
La ciudad de Chauen en la actualidad, también denominada la Perla Azul

En 1539 murió Ibrahim, su hermano y protector, valido del sultán y gobernador de Chauen, y el año siguiente falleció Sidi Mandri, con lo que Sayyida al-Hurra se hizo cargo del gobierno que hasta entonces ejercía en nombre de su marido. Sin embargo, su posición era débil: muerto su marido y muerto su protector, quedaba a merced de los enemigos dentro y fuera de Tetuán. Le acechaban en particular su medio hermano Muhammad, que había sustituido a Ibrahim en el gobierno de Chauen y que tenía intereses expansionistas en Tetuán, y por otro lado Hasan Hashim, un miembro de la aristocracia granadina y rival de Sidi Mandri, con quien sin embargo estaba emparentado ya que su hijo Ahmad estaba casado con una hija de Mandri y Sayyida al-Hurra. 
En 1541, cuando superaba la cincuentena, se casó con el sultán de Marruecos, Ahmad ibn Muhammad, lo que la hizo sentirse a resguardo de sus enemigos y ejercer el poder sobre toda la región de forma particularmente autocrática. El poder y la importancia de al-Hurra era tal que se negó a abandonar Tetuán y obligó al propio sultán a abandonar su capital, Fez, siendo la primera vez que este se movería de ella en 1541. Sin embargo, el 22 de octubre de 1542, Hasan Háshim, su consuegro, tomó Tetuán con un grupo de guerreros y despojó a Sayyida al-Hurra de su poder y de sus bienes. Cuál fue la posición del sultán en este golpe de poder y qué participación tuvo en la conspiración la propia hija de la Gran Dama, casada con Ahmad, hijo de Hasan Hashim, son circunstancias que no están claras. Fue Ahmad quien la sustituyó al frente de Tetuán. 
Tampoco está claro el destino posterior de Sayyida al-Hurra. Está enterrada cerca de su casa familiar de Chauen, con lo que es posible que se retirara a ella tras su destitución y acabara allí sus días.

### Legado
Su tumba en la zaida Raissounia, situada en su ciudad de origen Chefchauen, recibe visitas frecuentes de mujeres. Se la suele considerar como un ejemplo de autoafirmación y capacidad femenina en un mundo dirigido por hombres. Así mismo es un referente de mandato, el único femenino que hubo en el reino islámico de Marruecos, que evidencia la transformación del panorama global que giraba en torno a las rutas comerciales bajomedievales en el Mediterráneo hacia las nuevas fórmulas de la Edad Moderna que comenzaron a virar hacia el Atlántico. Tetuán, en donde residían los exiliados del Reino Nazarí de Granada, fue un punto estratégico en este cambio gracias al liderazgo de Sayyida dotándola de riquezas y reforzando su posición ante los avances enemigos con la presión, principalmente de los reinos cristianos. Adquirió las habilidades de gobierno tanto de su padre como de sus dos maridos en el ejercicio de su poder. No existen muchos referentes de mujeres que como Sayyida gobernaran en el islam.